# Lagischa
Lagischa (Łagisza en polonais), près de Będzin, est un camp annexe d'Auschwitz en activité du 8 septembre 1943 au 6 septembre 1944,.

## Descriptif
Le camp de Lagischa est construit par des travailleurs juifs de l'organisation Schmelt (de) en 1941. Il est ensuite repris par le camp de concentration d'Auschwitz.
Il comporte 8 casernes en pierre, dont 4 sont réservées aux prisonniers. Une caserne sert d'hôpital et les 3 autres d'entrepôts, ou de cuisine ou de latrines. La clôture qui entoure le camp est pourvue de tours de garde en bois. La caserne des SS est située à l'extérieur de camp et un poste de garde se trouve à l'entrée. 
Le camp est dirigé par le SS-Unterscharführer, Horst Czerwinsky, et est surveillé par environ 35 membres de la SS. Selon des témoignages de survivants, les gardes sont particulièrement brutaux avec les détenus, les frappant à coups de bâton et de crosse de fusil.
La société Energie-Versorgung Oberschlesien AG y emploie les prisonniers pour la construction d'une centrale thermique. Jusqu’à 1000 prisonniers environ, pour la plupart des Juifs de Pologne, de Yougoslavie et de Hongrie, y ont travaillé.
Les détenus travaillent dur pour aménager une voie ferroviaire menant au chantier de construction, démolir des habitations, creuser des fossés et décharger des composants de machines et des matériaux de construction.
Le projet de construction de la centrale électrique étant abandonné en septembre 1944, le camp est fermé et les prisonniers sont transférés à Sosnowitz, à Neu-Dachs (de) et à Auschwitz I.